# 弗里德海姆·迪克
弗里德海姆·迪克（德語：Friedhelm Dick；1944年4月3日—1999年8月5日）是一名德国足球运动员，司职后卫。他曾代表红白奥伯豪森在德甲联赛中出场126次。